# Liunan

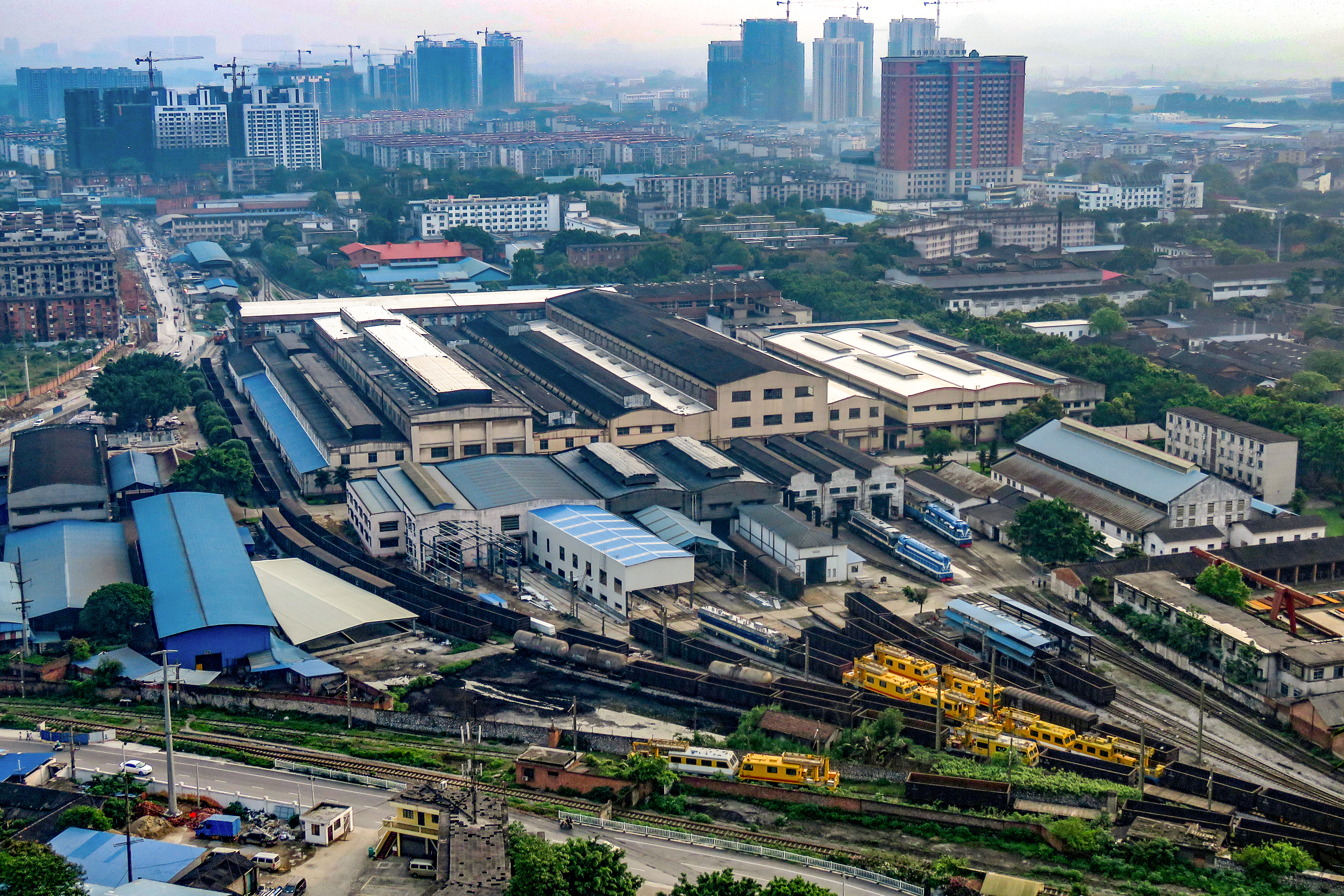
Eshan

Liunan (chinesisch 柳南区, Pinyin Liǔnán Qū; Zhuang Liujnanz Gih) ist ein chinesischer Stadtbezirk in der bezirksfreien Stadt Liuzhou im Autonomen Gebiet Guangxi der Zhuang-Nationalität. Er hat eine Fläche von 167,7 km² und zählt 513.700 Einwohner (Stand: Ende 2018).

## Administrative Gliederung
Auf Gemeindeebene setzt sich der Stadtbezirk aus acht Straßenvierteln und einer Großgemeinde zusammen. 